# Svetovni pokal v smučanju prostega sloga
Svetovni pokal v smučanju prostega sloga je tekmovanje, ki ga že od leta 1980 organizira Svetovna smučarska zveza (FIS). Zmagovalec s točkovno najboljšim povprečjem tekmovanja v različnih disciplinah na koncu sezone prejme veliki kristalni globus, podeljujejo pa tudi male kristalne globuse za posamične discipline.

## Skupni seštevki (pokali)

### Moški
| Sezona | Skupni seštevek    | Grbine               | Akrobatski skoki  | Balet na smučeh    | Kombinacija       | Grbine paralelno | Smučarski kros   | Snežni žleb      | Slopestyle      |
| ------ | ------------------ | -------------------- | ----------------- | ------------------ | ----------------- | ---------------- | ---------------- | ---------------- | --------------- |
| 1980   | Greg Athans        | Greg Athans          | John Eaves        | Bob Howard         | Greg Athans       | -                | -                | -                | -               |
| 1981   | Frank Beddor       | Nano Pourtier        | Jean Corriveau    | Bob Howard         | Frank Beddor      | -                | -                | -                | -               |
| 1982   | Frank Beddor       | Nano Pourtier        | Craig Clow        | Ian Edmonson       | Frank Beddor      | -                | -                | -                | -               |
| 1983   | Alain Laroche      | Bill Keenan          | Sandro Wirth      | Richard Schabl     | Alain Laroche     | -                | -                | -                | -               |
| 1984   | Alain Laroche      | Philippe Bron        | Yves Laroche      | Richard Schabl     | Alain Laroche     | -                | -                | -                | -               |
| 1985   | Alain Laroche      | Philippe Bron        | Yves Laroche      | Richard Schabl     | Alain Laroche     | -                | -                | -                | -               |
| 1986   | Eric Laboureix     | Steve Desovich       | Yves Laroche      | Hermann Reitberger | Eric Laboureix    | -                | -                | -                | -               |
| 1987   | Eric Laboureix     | Martti Kellokumpu    | Jean-Marc Rozon   | Hermann Reitberger | Eric Laboureix    | -                | -                | -                | -               |
| 1988   | Eric Laboureix     | Nelson Carmichael    | Jean-Marc Rozon   | Hermann Reitberger | Alain Laroche     | -                | -                | -                | -               |
| 1989   | Chris Simboli      | Nelson Carmichael    | Tor Skeie         | Hermann Reitberger | Chris Simboli     | -                | -                | -                | -               |
| 1990   | Eric Laboureix     | Edgar Grospiron      | Jean-Marc Bacquin | Roberto Franco     | Eric Laboureix    | -                | -                | -                | -               |
| 1991   | Eric Laboureix     | Edgar Grospiron      | Philippe Laroche  | Rune Kristiansen   | Eric Laboureix    | -                | -                | -                | -               |
| 1992   | Trace Worthington  | Edgar Grospiron      | Philippe Laroche  | Rune Kristiansen   | Trace Worthington | -                | -                | -                | -               |
| 1993   | Trace Worthington  | Jean-Luc Brassard    | Lloyd Langois     | Rune Kristiansen   | Trace Worthington | -                | -                | -                | -               |
| 1994   | Sergei Suphletsov  | Edgar Grospiron      | Philippe Laroche  | Fabrice Becker     | David Belhumeuer  | -                | -                | -                | -               |
| 1995   | Jonny Moseley      | Sergei Suphletsov    | Trace Worthington | Rune Kristiansen   | Trace Worthington | -                | -                | -                | -               |
| 1996   | Jonny Moseley      | Jean-Luc Brassard    | Sebastien Foucras | Heini Baumgartner  | Jonny Moseley     | Jesper Roennback | -                | -                | -               |
| 1997   | Darcy Downs        | Jean-Luc Brassard    | Nicolas Fontaine  | Fabrice Becker     | Tober Sutherland  | Thony Hemery     | -                | -                | -               |
| 1998   | Fabrice Becker     | Jonny Moseley        | Nicolas Fontaine  | Fabrice Becker     | -                 | Jesper Roennback | -                | -                | -               |
| 1999   | Nicolas Fontaine   | Janne Lahtela        | Nicolas Fontaine  | -                  | -                 | Thony Hemery     | -                | -                | -               |
| 2000   | Janne Lahtela      | Janne Lahtela        | Nicolas Fontaine  | -                  | -                 | Janne Lahtela    | -                | -                | -               |
| 2001   | Mikko Ronkainen    | Mikko Ronkainen      | Eric Bergoust     | -                  | -                 | -                | -                | -                | -               |
| 2002   | Eric Bergoust      | Jeremy Bloom         | Eric Bergoust     | -                  | -                 | Richard Gay      | -                | -                | -               |
| 2003   | Dmitry Arkhipov    | Travis-Antone Cabral | Dmitry Arkhipov   | -                  | -                 | Janne Lahtela    | Hiroomi Takizawa | -                | -               |
| 2004   | Steve Omischl      | Janne Lahtela        | Steve Omischl     | -                  | -                 | -                | Jesper Brugge    | Mathias Wecxteen | -               |
| 2005   | Jeremy Bloom       | Jeremy Bloom         | Jeret Peterson    | -                  | -                 | -                | Tomas Kraus      | -                | -               |
| 2006   | Tomas Kraus        | Dale Begg-Smith      | Dmitri Dashinski  | -                  | -                 | -                | Tomas Kraus      | Kalle Leinonen   | -               |
| 2007   | Dale Begg-Smith    | Dale Begg-Smith      | Steve Omischl     | -                  | -                 | Dale Begg-Smith  | Audun Groenvold  | Kalle Leinonen   | -               |
| 2008   | Steve Omischl      | Dale Begg-Smith      | Steve Omischl     | -                  | -                 | -                | Tomas Kraus      | Matthew Hayward  | -               |
| 2009   | Alexandre Bilodeau | Alexandre Bilodeau   | Steve Omischl     | -                  | -                 | -                | Tomas Kraus      | Kevin Rolland    | -               |
| 2010   | Anton Kushnir      | Dale Begg-Smith      | Anton Kushnir     | -                  | -                 | -                | Michael Schmid   | -                | -               |
| 2011   | Guilbaut Colas     | Guilbaut Colas       | Guangpu Qi        | -                  | -                 | -                | Andreas Matt     | Benoit Valentin  | -               |
| 2012   |                    |                      |                   | -                  | -                 | -                | Filip Flisar     | David Wise       | Cyrill Hunziker |

## Sistem točkovanja
Pri smučarjih prostega sloga za uvrstitev na lestvici obstajata dva sistema točkovanja. Eden je za točkovanje po posameznih disciplinah oziroma za mali kristalni globus in se točkuje od 100 proti 1, kot ga poznamo pri vseh ostalih zimskih športih za svetovni pokal. Drugi pa je sistem točkovanja, malo manj znan in se kot povprečje uporablja pri točkovanju za skupno razvrstitev oziroma za veliki kristalni globus, kjer se računa popvrečje.  
| #   | Točke po posam. disciplinah | Skupno točkovanje (povprečje) | Skupno točkovanje (povprečje) | Skupno točkovanje (povprečje) | Skupno točkovanje (povprečje) | Skupno točkovanje (povprečje) |
| #   | Točke po posam. disciplinah | MO                            | AE                            | SX                            | HP                            | SS                            |
| --- | --------------------------- | ----------------------------- | ----------------------------- | ----------------------------- | ----------------------------- | ----------------------------- |
| 1.  | 100                         |                               |                               |                               | 20                            | 20                            |
| 2.  | 80                          |                               |                               |                               | 16                            | 16                            |
| 3.  | 60                          |                               |                               |                               | 12                            | 12                            |
| 4.  | 50                          |                               |                               |                               | 10                            | 10                            |
| 5.  | 45                          |                               |                               |                               | 9                             | 9                             |
| 6.  | 40                          |                               |                               |                               | 8                             | 8                             |
| 7.  | 36                          |                               |                               |                               | 7                             | 7                             |
| 8.  | 32                          |                               |                               |                               | 6                             | 6                             |
| 9.  | 29                          |                               |                               |                               | 6                             | 6                             |
| 10. | 26                          |                               |                               |                               | 5                             | 5                             |
| 11. | 24                          |                               |                               |                               | 5                             | 5                             |
| 12. | 22                          |                               |                               |                               | 4                             | 4                             |
| 13. | 20                          |                               |                               |                               | 4                             | 4                             |
| 14. | 18                          |                               |                               |                               | 4                             | 4                             |
| 15. | 16                          |                               |                               |                               | 3                             | 3                             |

| #   | Točke po posam. disciplinah | Skupno točkovanje (povprečje) | Skupno točkovanje (povprečje) | Skupno točkovanje (povprečje) | Skupno točkovanje (povprečje) | Skupno točkovanje (povprečje) |
| #   | Točke po posam. disciplinah | MO                            | AE                            | SX                            | HP                            | SS                            |
| --- | --------------------------- | ----------------------------- | ----------------------------- | ----------------------------- | ----------------------------- | ----------------------------- |
| 16. | 15                          |                               |                               |                               | 3                             | 3                             |
| 17. | 14                          |                               |                               |                               | 3                             | 3                             |
| 18. | 13                          |                               |                               |                               | 3                             | 3                             |
| 19. | 12                          |                               |                               |                               | 2                             | 2                             |
| 20. | 11                          |                               |                               |                               | 2                             | 2                             |
| 21. | 10                          |                               |                               |                               | 2                             | 2                             |
| 22. | 9                           |                               |                               |                               | 2                             | 2                             |
| 23. | 8                           |                               |                               |                               | 2                             | 2                             |
| 24. | 7                           |                               |                               |                               | 1                             | 1                             |
| 25. | 6                           |                               |                               |                               | 1                             | 1                             |
| 26. | 5                           |                               |                               |                               | 1                             | 1                             |
| 27. | 4                           |                               |                               |                               | 1                             | 1                             |
| 28. | 3                           |                               |                               |                               | 1                             | 1                             |
| 29. | 2                           |                               |                               |                               | 0                             | 0                             |
| 30. | 1                           |                               |                               |                               | 0                             | 0                             |